# For Those About to Rock
For Those About to Rock: Monsters in Moscow jest zapisem koncertu zespołów AC/DC, Metallica, The Black Crowes, Pantera i E.S.T. na podmoskiewskim lotnisku Tuszyno, w okresie rozpadu ZSRR.
We wrześniu 1991, niedługo po nieudanym puczu moskiewskim, w stolicy ZSRR zgromadziło się 1,6 miliona fanów muzyki rockowej, by wziąć udział w pierwszym w Związku Radzieckim koncercie rockowym pod otwartym niebem, stanowiącym część wydarzenia Monsters of Rock. Film (choć nie w pierwotnej wersji na kasetach VHS) zawiera również zapis prób opóźnienia koncertu podejmowanych przez rosyjskie wojsko. 
Wykonane przez zespół AC/DC podczas koncertu utworu Whole Lotta Rosie i The Jack znalazły się na albumach koncertowych zespołu: AC/DC Live i AC/DC Live: 2 CD Collector's Edition.

## Lista utworów
AC/DC:
1. Back in Black (Angus Young, Malcolm Young, Brian Johnson)
2. Highway to Hell (Young, Young, Bon Scott)
3. Whole Lotta Rosie (Young, Young, Scott)
4. For Those About to Rock (We Salute You) (Young, Young, Johnson)

Metallica:
1. Enter Sandman (Kirk Hammett, James Hetfield, Lars Ulrich)
2. Creeping Death (Hetfield, Ulrich, Cliff Burton, Hammett)
3. Fade to Black (Hetfield, Ulrich, Burton, Hammett)

The Black Crowes:
1. Stare It Cold (Chris Robinson, Rich Robinson, Jeff Cease, Johnny Colt, Steve Gorman)
2. Rainy Day Woman (Bob Dylan)

Pantera:
1. Cowboys from Hell" (Phil Anselmo, Abbott, Abbott, Rex Brown)
2. Primal Concrete Sledge (Anselmo, Abbott, Abbott, Brown)
3. Psycho Holiday (Anselmo, Abbott, Abbott, Brown)
4. Domination

E.S.T. (zespół lokalny):
1. "Bully"